# Estación de Bomberos N.º 4 (Miami)
La Estación de Bomberos N.º 4 (en inglés: Fire Station No. 4) es una estación de bomberos histórica ubicada en Miami, Florida. La Estación de Bomberos N.º 4 se encuentra inscrita  en el Registro Nacional de Lugares Históricos desde el 8 de marzo de 1984.  

## Ubicación
La Estación de Bomberos N.º 4 se encuentra dentro del condado de Miami-Dade en las coordenadas 25°45′51″N 80°11′36″O / 25.764167, -80.193333.